# Ортостатический коллапс
Ортостати́ческий колла́пс (ортостатическая гипотензия, ортостатическая гипотония) — резкое снижение артериального давления (вплоть до возникновения обморока) при переходе положения тела из горизонтального в вертикальное. Из-за недостаточного притока крови к головному мозгу человек испытывает головокружение, и у него темнеет в глазах. Затем может развиться обморок. Ортостатический коллапс возникает главным образом у лиц с ослабленным сосудистым тонусом. Достаточно часто наблюдается в пубертатном возрасте, когда нормальное развитие сосудистой системы временно отстаёт от потребностей растущего организма.
Ортостатическая гипотензия диагностируется, когда после 2—5 минут спокойного стояния присутствует один или более признаков из перечисленных ниже:
- снижение систолического давления на 20 мм и более;
- снижение диастолического давления на 10 мм и более;
- ортостатический коллапс, головокружение или другие симптомы церебральной гипоперфузии.

## Ортостатическая гипотензия

### Причины возникновения
Ортостатическая гипотензия, или ортостатический коллапс, вызывается недостаточным поступлением крови к мозгу, запаздыванием или недостаточностью реакции сердца на изменение положения тела в гравитационном поле и соответствующим падением артериального давления.

#### Гиповолемия
Ортостатическая гипотензия может быть следствием потери воды из организма — дегидратации, гиповолемии (например, при массивной кровопотере или под действием диуретиков, вазодилататоров, при длительном постельном режиме). Иногда наблюдается у пациентов с анемией.

#### Побочное действие лекарственных средств
Ортостатическая гипотензия может быть побочным эффектом приёма некоторых антигипертензивных средств, антидепрессантов (например, трициклических или ингибиторов МАО), нейролептиков (чаще всего — фенотиазиновых, а также атипичных нейролептиков рисперидона, клозапина).
Это также побочный эффект использования марихуаны и пахикарпина.

#### Заболевания
Синдром нередко ассоциируется с такими заболеваниями, как болезнь Аддисона, феохромоцитома, атеросклероз (из-за сужения просвета сосудов), диабет, дисплазии соединительной ткани, например, синдром Элерса-Данло, анемии, булимия, нервная анорексия, истощение (обычно исчезает после нормализации массы тела) и некоторыми неврологическими заболеваниями, например, синдромом Шая-Дрейджера (мультисистемная атрофия, миотоническая хондродистрофия, атипичная форма паркинсонизма), синдромом Бредбери-Эгглстона, с другими формами расстройств вегетативной нервной системы, например, часто проявляется при синдроме вегетососудистой дистонии. Нередко наблюдается у больных паркинсонизмом и при развитии самого заболевания, и как побочный эффект терапии дофамином, но без наличия других сердечных заболеваний очень редко приводит к синкопе. Может проявляться у всех людей как следствие длительного лежания (особенно часто у пожилых и после родов) или пребывания в невесомости, приёма не только лекарственных антигипертензивных средств, но и снижающих артериальное давление соков, например, сока черноплодной рябины. При тугой обвязке ног ремнями безопасности при прыжках на «тарзанке», чистке крыш, промышленном или спортивном альпинизме эти ремни могут препятствовать оттоку крови к сердцу и способствовать ортостатической гипотензии. В то же время ослабление обвязки ног может способствовать падению. Причиной ортостатической гипотензии может быть также туго затянутый корсет.